# Omnibushaltestelle mit Telefonkabine

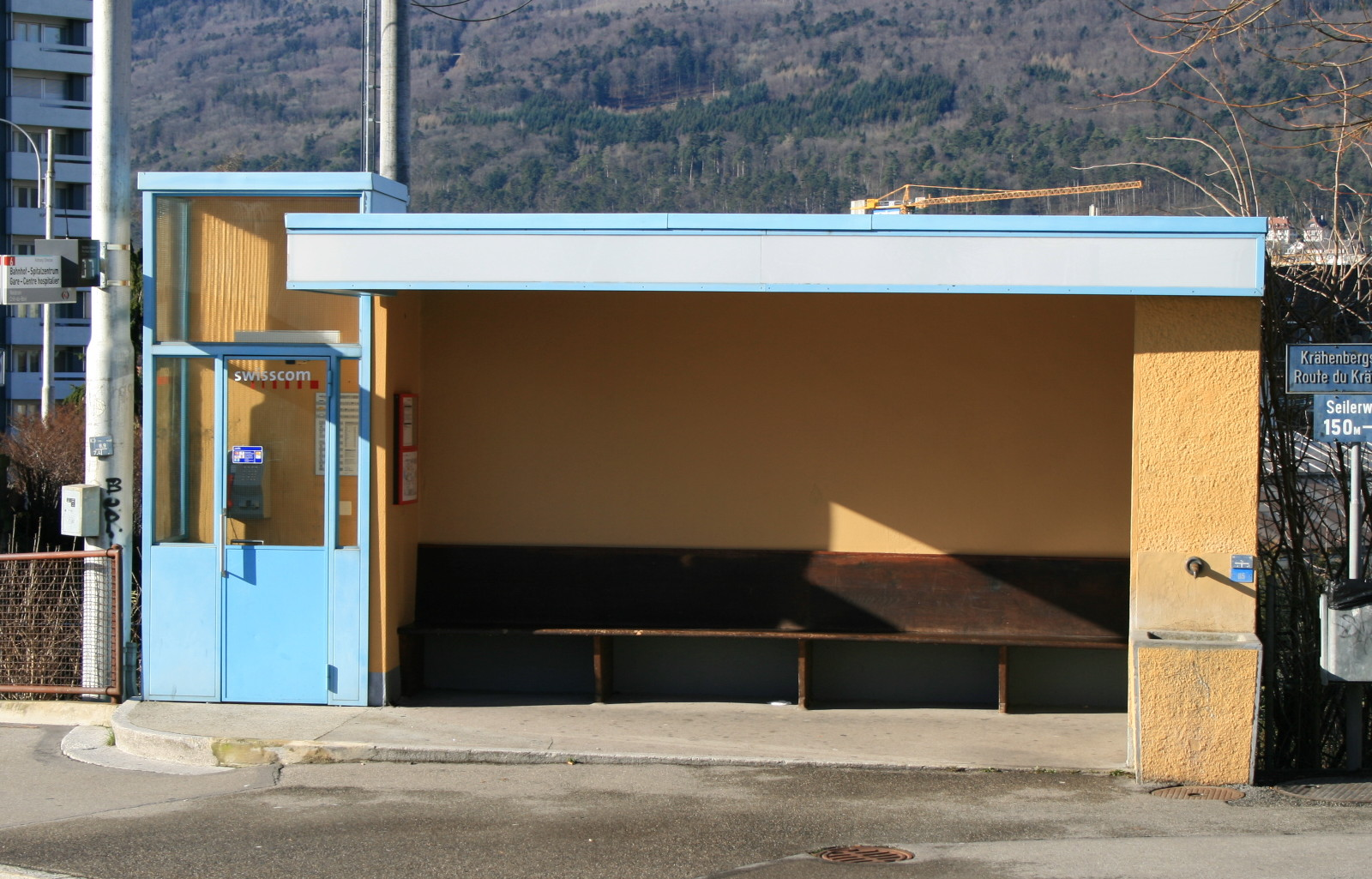
Omnibushaltestelle Krähenbergstrasse (2007)

Die Omnibushaltestelle mit Telefonkabine, Krähenbergstrasse in Biel/Bienne im Kanton Bern in der Schweiz wurde 1931 von Ernst Berger und dem Stadtbauamt Biel im Stil der «Bieler Moderne» errichtet und steht als Kulturgut unter Denkmalschutz. Sie wurde 1997 saniert.

## Beschreibung
Das im Komplementärkontrast farbig gelb und blau gestaltete Wartehäuschen liegt am Rande des Bahnübergangs Waldrainstrasse direkt neben den Bahngleisen. Die Krähenbergstrasse kreuzt sich hier mit der Waldrainstrasse. Die Omnibushaltestelle wurde 1931 vom Architekten Ernst Berger als Eisenbetonbau entworfen. Sie verfügt über eine massive Rückwand. Als seitlicher Windschutz dienen eine Telefonzelle, die dem damals üblichen Typus entspricht und in diese Haltestelle eingefügt wurde, sowie ein zierlicher Brunnen mit Wasserspeier und quaderförmigem Auffangbecken. Die Sitzbank verläuft über die gesamte Rückwand des Unterstandes. Charakteristisch für den Bautyp ist die Gestaltung der zweiseitigen Beleuchtung hinter einer Verblendung aus Opalglas. Das Wartehäuschen gehört zu den «kleinsten und bescheidensten» der vom Stadtbauamt in der Zeit der «Bieler Moderne» errichteten Haltestellen der Verkehrsbetriebe Biel. Es wurde im Jahr 1997 restauriert. Das Bauwerk wurde 2003 rechtswirksam im Bauinventar des Kantons als «erhaltenswert» verzeichnet.